# Nikolas Asprogenis
Nikolas Asprogenis, auch Nikolas Asprogenous (* 6. April 1986 in Limassol) ist ein zyprischer Fußballspieler.
Asprogenis wechselte zur Saison 2004/05 aus Zypern zum serbischen Spitzenklub FK Partizan Belgrad. Dort spielte er vier Saisons, konnte sich aber nicht durchsetzen. Für 2008/09 wurde er von Omonia Nikosia verpflichtet. Asprogenis durchlief sämtliche Jugend-Nationalmannschaften von Zypern. Er wurde 2009 wurde in die A-Nationalmannschaft Zyperns berufen, kam aber bisher noch zu keinem Einsatz.